# Boulevard Saint-Pierre (Colmar)
Pour les articles homonymes, voir Boulevard Saint-Pierre.
Le boulevard Saint-Pierre, est une voie de circulation de la ville de Colmar, en France.

## Situation et accès
Cette voie de circulation, d'une longueur de 430 m, se trouve dans le quartier centre.
On y accède par les boulevards du Champ-de-Mars, du Général-Leclerc, des rues Turenne, Schwendi, des Américains, du Manège, Reubell, la route de Bâle et le passage de la Petite-Venise.
Bus de la TRACE, ligne    6  , arrêt Bartholdi.

## Bâtiments remarquables et lieux de mémoire
Dans cette rue se trouvent des édifices remarquables.

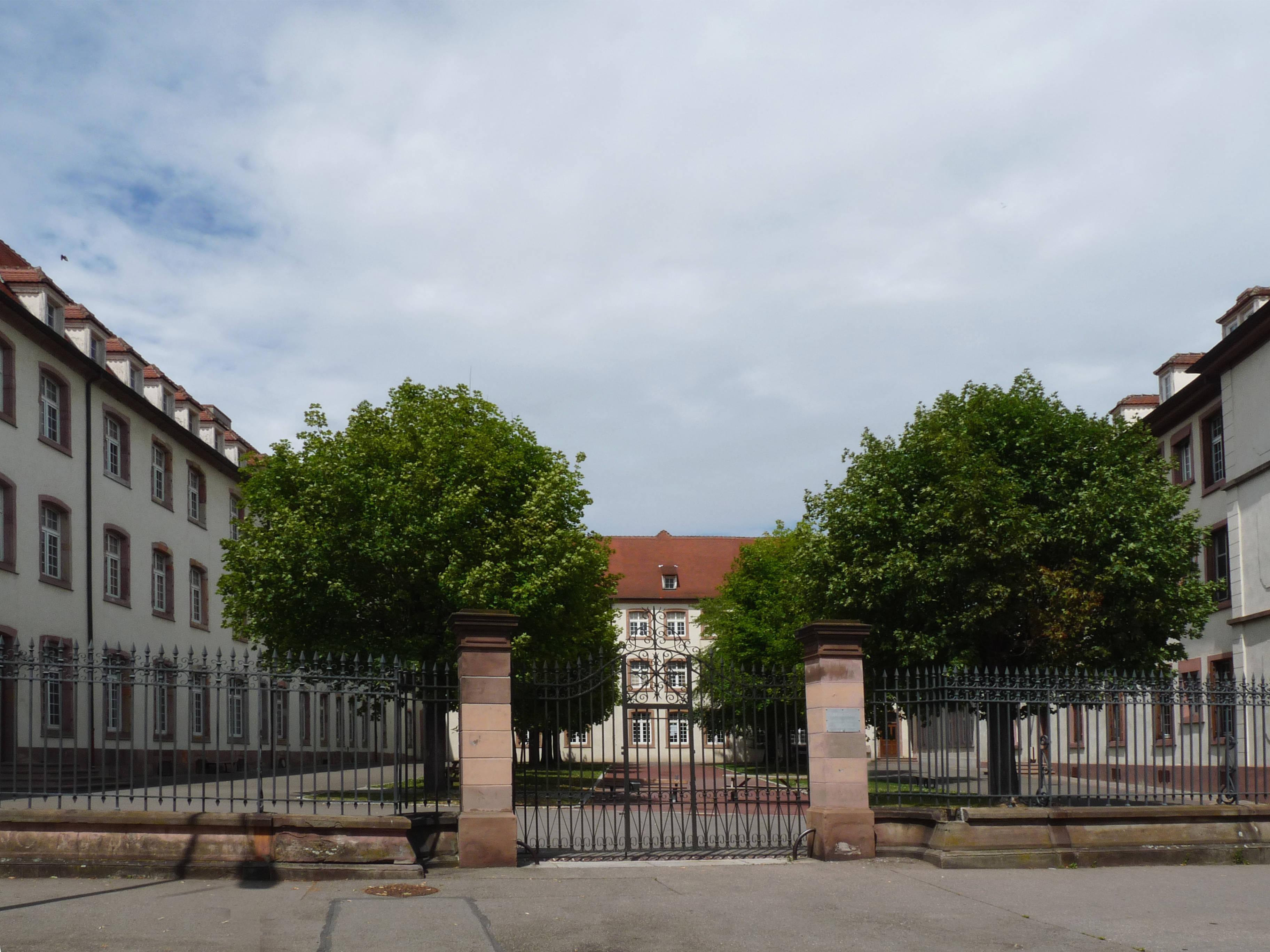
Lycée Bartholdi (XVIIIe) au no 1 Classé MH (1920) Classé MH (1923) Inscrit MH (1986)
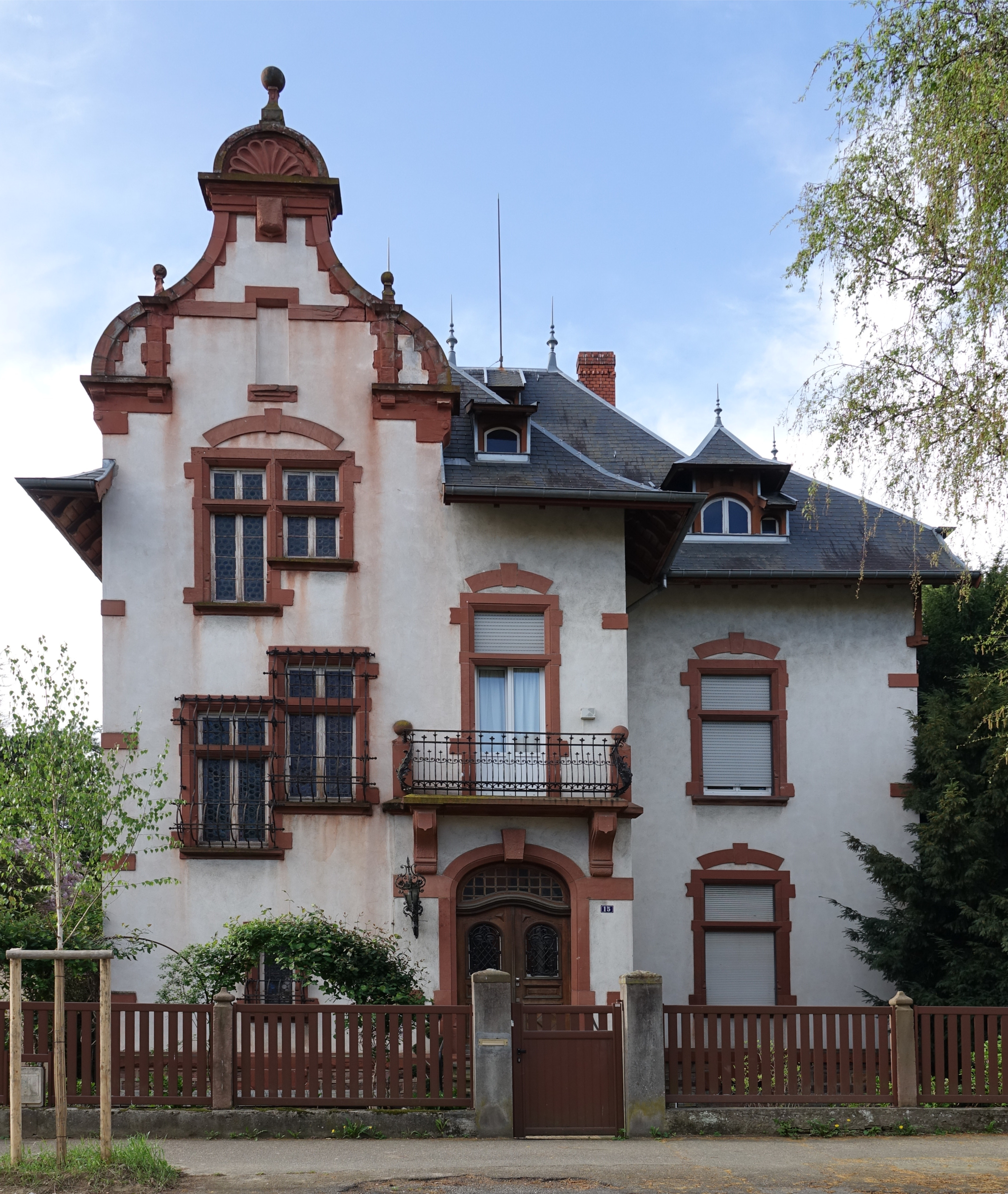
Maison au no 15